# Eilema prabhasana
Eilema prabhasana là một loài bướm đêm thuộc phân họ Arctiinae, họ Erebidae.